# بژنکوویتس-واو
بژنکوویتس-واو (به لهستانی:  Brzękowice-Wał) یک روستا در لهستان است که در گمینا پساره واقع شده‌است.